# 親親
『親親』（ピン音:Qīn Qīn）は、梁静茹（フィッシュ・リョン）8作目のアルバム。2006年10月6日にロックレコードから発売された。
日本版は『キッシング・ザ・フューチャー・オブ・ラブ』というタイトルで2006年12月20日に発売された。

## 収録曲
1. 四季
作詞:蔡健雅、作曲:蔡健雅
2. 暖暖 （あったかい）
作詞:李焯雄、作曲:人工衛星
3. 可樂戒指 （楽しい指輪）
作詞:五月天阿信、作曲:JASEMAINE
4. 失憶 （記憶が消えていく）
作詞:周杰倫、作曲:周杰倫
5. 親親 （キス）
作詞:陳沒、作曲:五月天怪獸
6. 幸福洋果子店 （幸せの洋菓子店）
作詞 : 陳珊妮、作曲:郭文賢
7. 小手拉大手 （小さな手と大きな手）
改編詞:LITTLE DOSE、作曲:つじあやの
8. 飛魚 （トビウオ）
改編詞:李焯雄、作曲:SANGJOON SHIN (AKA WASABI ICECREAM)
9. 不是我不明白 （分からないんじゃないの）
作詞:李焯雄、作曲:林倛玉
10. 小心眼 （小さい心）
作詞:陳綺貞、作曲:陳綺貞
11. 憨過頭 （バカすぎる）- 台湾語
作詞:林白、作曲:林白
12. 序(我還相信) （序(まだ信じてる)）
作詞:梁静茹、作曲:梁静茹

## その他
- 『小手拉大手』は、日本の歌手つじあやのの『風になる』のカバー曲。
- 『不是我不明白』は、盧廣仲（クラウド・ルー）とのデュエット曲。
- 『小心眼』は、陳綺貞（チア・チェン）とのデュエット曲。